# 우위 (권투 선수)
우위(중국어 간체자: 吴愉, 정체자: 吳愉, 병음: Wú Yú, 한자음: 오유, 1995년 1월 13일~)는 중화인민공화국의 권투 선수로 2024년 하계 올림픽에서 여자 플라이급 금메달을 획득했다.

## 경력
우위는 구이저우성 첸난 부이족 먀오족 자치주 구이딩현 창밍진에서 태어났으며 푸젠 사범대학에서 스포츠과학을 전공했다.
2018년 11월 인도 뉴델리에서 열린 2018년 세계 선수권 대회에서 -48kg급 5위에 올랐으며 2019년 10월에는 중국 우한에서 열린 2019년 세계 군인 체육 대회에서 조선민주주의인민공화국의 방철미를 꺾고 금메달을 획득했다. 그녀는 세계 군인 체육 대회에서 금메달을 획득한 최초의 중국 여자 권투 선수가 되었다.
2023년 3월 뉴델리에서 열린 2023년 세계 선수권 대회에 참가했으며 인도의 삭시 차우다리를 꺾고 준결승에 진출했다. 준결승에서는 벨라루스의 율리야 아파나소비치를 꺾고 결승에서는 이탈리아의 시리네 차라비를 꺾으며 금메달을 획득했다. 같은 해 9월에는 항저우에서 열린 2022년 아시안 게임에 참가했으며 태국의 추타맛 락삿을 꺾고 금메달을 획득했다.
2024년 8월 프랑스 파리에서 열린 2024년 하계 올림픽에 참가했으며 결승에서 튀르키예의 부세 나즈 차크롤루를 꺾으며 금메달을 획득했다. 그녀는 같은 대회에서 먼저 금메달을 획득한 창위안의 뒤를 이어 역대 두 번째로 올림픽 금메달을 획득한 중국 여자 권투 선수가 되었다.